# Жанібек (Каркаралінський район)
Жанібе́к (каз. Жәнібек) — село у складі Каркаралінського району Карагандинської області Казахстану. Входить до складу Киргизького сільського округу.
Населення — 28 осіб (2021; 96 у 2009, 165 у 1999, 266 у 1989).
Національний склад станом на 1989 рік:
- казахи — 100 %.